# Trachelophora affinis
Trachelophora affinis är en skalbaggsart som beskrevs av Stefan von Breuning 1982. Trachelophora affinis ingår i släktet Trachelophora och familjen långhorningar. Inga underarter finns listade i Catalogue of Life.